# PLATO (обсерваторія)
Обсерваторія PLATO — система телескопів, розташована в Антарктиді.
Обсерваторія повністю автоматизована і виконує знімки зоряного неба кожні 10 секунд. Знаходиться в районі станції Куньлунь, на півдорозі від льодовика Ламберта до Південного полюса на вершині високогірного плато Арго «Купол A» (Dome A). На 2008 рік система складалася з 8 телескопів: 4 з Китаю, 2 компанії CaItech, 1 з Університету штату Аризона і 1 з Університету Ексетера. Зв'язок з обсерваторією здійснюється через супутник. У перспективі китайський уряд планує вкласти близько 25 мільйонів доларів у подальше будівництво дослідницької станції. До 2010 року планується[прояснити] оснастити обсерваторію ще двома телескопами, що значно розширить її можливості.